# Pelecitus
Pelecitus (din greacă pelekus = „topor”) este un gen de viermi filiformi din familia oncocercide (Onchocercidae) paraziți ai păsărilor (unele specii parazitează și mamiferele). Viermi adulți trăiesc în tendoanele și mușchii din jurul articulațiilor picioarelor și labelor (rareori aripilor), iar microfilariile lor învelite (120-150 μm lungime) se găsesc în interiorul pielii, de unde sunt ingerate și transmise de malofage, care servesc ca vectori. Genul este răspândit în întreaga lume.

## Specii
Genul Pelecitus conține circa 34 de specii valide.
1. Pelecitus andersoni (Bartlett, 1992)
2. Pelecitus anhingae Vuylsteke, 1957
3. Pelecitus ardeae (Molin, 1860)
4. Pelecitus armenicus Tschertkova, 1945
5. Pelecitus asperum (Bartlett, Anderson & Bush, 1989)
6. Pelecitus bainae (Bartlett, 1992)
7. Pelecitus barusi Otero, 1982
8. Pelecitus bibulbosa Annett, Dutton & Elliott, 1901
9. Pelecitus chabaudi Bartlett & Greiner, 1986
10. Pelecitus circularis Molin, 1860
11. Pelecitus clava Wedl, 1856
12. Pelecitus cypseli Annett, Dutton & Elliot, 1901
13. Pelecitus florencae (Bartlett & Anderson, 1990)
14. Pelecitus fulicaeatrae Diesing, 1861
15. Pelecitus galli Dissanaike & Fernando, 1974
16. Pelecitus heimi (Chabaud, Brygoo & Richard, 1964)
17. Pelecitus helicinus Molin, 1860
18. Pelecitus juventarum (Bartlett, Anderson & Bush, 1989)
19. Pelecitus lari (Yamaguti, 1935)
20. Pelecitus meridionaleporinus Jimenez-Ruiz, Gardner, Cervantes & Lorenzo, 2004
21. Pelecitus metcalforum (Bartlett, 1992)
22. Pelecitus micropenis (Travassos, 1926)
23. Pelecitus podicipitis Yamaguti, 1935
24. Pelecitus polamaetus Vuylsteke, 1957
25. Pelecitus pseudolari (Bartlett, Anderson & Bush, 1989)
26. Pelecitus rauschorum (Hoberg, 1986)
27. Pelecitus roemeri Linmstow, 1905
28. Pelecitus scapiceps Leidy, 1886
29. Pelecitus sonini (Bartlett, 1992)
30. Pelecitus tercostatus Molin, 1860
31. Pelecitus tubercauda Vanderburgh, Anderson & Stock, 1984
32. Pelecitus vuylstekae Bartlett & Greiner, 1986
33. Pelecitus wongae (Bartlett, 1992)
34. Pelecitus ardeae Vuylsteke, 1957 acceptat ca Pelecitus vuylstekae Bartlett & Greiner, 1986